# Kollektive Erfindung
Als Kollektive Erfindung (englisch Collective Invention) wird im Bereich der Wirtschaftswissenschaft ein Modell zur Innovation bezeichnet, bei dem Erfinder ihre Innovationen offen miteinander teilen. Der Begriff „Collective Invention“ stammt von Robert Allen. Ein bekanntes Beispiel kollektiver Erfindung ist die Entwicklung von Open-Source-Software. Weitere Beispiele lassen sich unter anderem für Teile des Bergbaus Anfang des 19. Jahrhunderts, die Entwicklung von Hochöfen in der zweiten Hälfte des 19. Jahrhunderts und die Entwicklung von Flachbildschirmen zwischen 1969 und 1989 angeben.
Das Teilen von Wissen stellt ein Soziales Dilemma dar, bei dem Trittbrettfahrer, die vom Wissen aller profitieren, ohne eigenes Wissen beizutragen, begünstigt werden. Das Modell der kollektiven Erfindung kann deshalb nur unter bestimmten Bedingungen dauerhaft bestehen bleiben; sobald die im Wettbewerb stehenden Teilnehmer zunehmend versuchen, durch Geheimhaltung Vorteile zu erzielen, kommt der Prozess der kollektiven Erfindung zum Stillstand.
Kollektive Erfindung ist eng verwandt mit dem Konzept der Open Innovation, bei der Organisationen ihre Forschung und Entwicklung für Beiträge von außen öffnen.

## Allgemeine Faktoren
Nach Osterloh et al.Lit gibt es drei Faktoren, die das soziale Dilemma abschwächen und so kollektive Erfindung ermöglichen:
1. Die Innovation ist so radikal, dass ohne den Austausch von Wissen die vielfältigen Potenziale nur schwer erschlossen werden können. Dies ist vor allem bei neuen Technologiefeldern der Fall.
2. Es gibt noch keine Produkte, so dass das Teilen von Wissen keine Marktanteile kostet. Stattdessen ist manchmal die Zusammenarbeit sogar notwendig, um überhaupt die Grundlage für zukünftige Produkte zu schaffen, zum Beispiel bei der Etablierung von gemeinsamen Standards.
3. Es existieren selektive Anreize, die den Beteiligten für das Teilen von Wissen eigene Vorteile verschaffen, zum Beispiel Reputation oder zusätzliche Profite in anderen Bereichen.

Das soziale Beitragsdilemma kann durch niedrige Kosten für Beitragende im Vergleich zu den selektiven Anreizen in seiner Bedeutung verringert werden. Allerdings gibt es auch bei niedrigen Beteiligungskosten beziehungsweise hohen selektiven Anreizen ein Motivationshemmnis wenn bei den Beteiligten das Gefühl entsteht, lediglich ausgenutzt zu werden. Zur Überwindung dieses sozialen Dilemmas zweiter Ordnung helfen Regeln, die unerwünschtes Verhalten ächten oder anderweitig verhindern.

## Kollektive Erfindung im Bereich Open Source
Während Software bis Ende der 1970er als kollektive Erfindung entwickelt und geteilt wurde, wurde dieser Prozess der Innovation durch die beginnende Kommerzialisierung mehr und mehr behindert. Richard Stallman schuf mit dem Copyleft-Prinzip und der GNU General Public License eine Möglichkeit, die Offenlegung von Software für auf eigenen Arbeiten basierende Entwicklungen sicherzustellen. Inzwischen hat sich mit Open Source diese Art der kollektiven Erfindung in weiten Bereichen der Softwareentwicklung durchgesetzt. Die Untersuchung der Motivation von Open-Source-Entwicklern, durch die ausreichende selektive Anreize bereitgestellt werden, ist Gegenstand der Open-Source-Forschung. Zur Überwindung des sozialen Dilemmas des Gefühls der Ausnutzung tragen Regeln der Kooperation wie zum Beispiel die Hackerethik und Copyleft-Lizenzen bei.
Der Prozess der kollektiven Erfindung im Bereich Open Source lässt sich zu großen Teilen auf die gemeinsame Erstellung von Freien Inhalten übertragen, wie sie beispielsweise in Wikipedia praktiziert wird und zur Entstehung einer Wissensallmende führt.